# Хлорид технеция(IV)
Хлорид технеция(IV) — неорганическое соединение, соль металла технеция и соляной кислоты с формулой TcCl4, тёмно-красные кристаллы, реагирует с водой.

## Получение
- Реакция технеция и хлора:

{\displaystyle {\mathsf {Tc+2Cl_{2}\ {\xrightarrow {400^{o}C}}\ TcCl_{4}}}}
- Действие газообразного хлороводорода на технеций при повышенной температуре:

{\displaystyle {\mathsf {Tc+4HCl\ {\xrightarrow {350-500^{o}C}}\ TcCl_{4}+2H_{2}\uparrow }}}
- Реакция оксида технеция(VII) с парами тетрахлорметана:

{\displaystyle {\mathsf {Tc_{2}O_{7}+7CCl_{4}\ {\xrightarrow {400^{o}C}}\ TcCl_{4}+7CCl_{2}O+3Cl_{2}}}}

## Физические свойства
Хлорид технеция(IV) образует тёмно-красные кристаллы.

## Химические свойства
- Реагирует с водой:

{\displaystyle {\mathsf {TcCl_{4}+2H_{2}O\ {\xrightarrow {}}\ TcO_{2}\downarrow +4HCl}}}
- С концентрированной соляной кислотой образует хлорокомплексы:

{\displaystyle {\mathsf {TcCl_{4}+2HCl\ {\xrightarrow {}}\ 2H_{2}[TcCl_{6}]}}}
- Реагирует с концентрированными горячими щелочами:

{\displaystyle {\mathsf {TcCl_{4}+4NaOH\ {\xrightarrow {100^{o}C}}\ Tc(OH)_{4}\downarrow +4NaCl}}}
- С хлоридами образует комплексы:

{\displaystyle {\mathsf {TcCl_{4}+2NH_{4}Cl\ {\xrightarrow {}}\ (NH_{4})_{2}[TcCl_{6}]\downarrow }}}
- При действии кислорода образуется бесцветный триоксихлорид технеция.